# Виразув
Виразув (пол. Wyrazów) — село в Польщі, у гміні Бляховня Ченстоховського повіту Сілезького воєводства.
Населення — 584 особи (2011).
У 1975-1998 роках село належало до Ченстоховського воєводства.

## Демографія
Демографічна структура станом на 31 березня 2011 року:
|          | Загалом | Допрацездатний вік | Працездатний вік | Постпрацездатний вік |
| -------- | ------- | ------------------ | ---------------- | -------------------- |
| Чоловіки | 284     | 52                 | 190              | 42                   |
| Жінки    | 300     | 53                 | 181              | 66                   |
| Разом    | 584     | 105                | 371              | 108                  |